# Regeringen Palme II
Regeringen Palme II var en svensk regering som tillträdde den 8 oktober 1982 efter den borgerliga valförlusten 1982. Olof Palme blev åter statsminister och bildade regering. Regeringen entledigades 1 mars 1986 på grund av Palmes bortgång, men satt kvar som expeditionsministär till den 13 mars under tillförordnade statsministern Ingvar Carlssons ledning.

## Statsråd
* Statsminister eller departementschef
| Titel                                                          | Namn                 | Namn                      | Tillträdde           | Avgick               | Parti                |                      |                      |                      |                      |
| Statsrådsberedningen                                           | Statsrådsberedningen | Statsrådsberedningen      | Statsrådsberedningen | Statsrådsberedningen | Statsrådsberedningen | Statsrådsberedningen | Statsrådsberedningen | Statsrådsberedningen | Statsrådsberedningen |
| -------------------------------------------------------------- | -------------------- | ------------------------- | -------------------- | -------------------- | -------------------- | -------------------- | -------------------- | -------------------- | -------------------- |
| Statsminister                                                  |                      | Olof Palme*               | 8 oktober 1982       | 28 februari 1986     | Socialdemokraterna   |                      |                      |                      |                      |
| Vice statsminister                                             |                      | Ingvar Carlsson*          | 8 oktober 1982       | 13 mars 1986         | Socialdemokraterna   |                      |                      |                      |                      |
| Miljöminister                                                  |                      | Ingvar Carlsson*          | 7 oktober 1985       | 13 mars 1986         | Socialdemokraterna   |                      |                      |                      |                      |
| Justitiedepartementet                                          |                      |                           |                      |                      |                      |                      |                      |                      |                      |
| Justitieminister                                               |                      | Ove Rainer*               | 8 oktober 1982       | 10 november 1983     | Socialdemokraterna   |                      |                      |                      |                      |
| Justitieminister                                               |                      | Anna-Greta Leijon (t.f.)* | 10 november 1983     | 15 november 1983     | Socialdemokraterna   |                      |                      |                      |                      |
| Justitieminister                                               |                      | Sten Wickbom*             | 15 november 1983     | 13 mars 1986         | Socialdemokraterna   |                      |                      |                      |                      |
| Utrikesdepartementet                                           |                      |                           |                      |                      |                      |                      |                      |                      |                      |
| Utrikesminister                                                |                      | Lennart Bodström*         | 8 oktober 1982       | 16 oktober 1985      | Socialdemokraterna   |                      |                      |                      |                      |
| Utrikesminister                                                |                      | Sten Andersson*           | 17 oktober 1985      | 13 mars 1986         | Socialdemokraterna   |                      |                      |                      |                      |
| Biståndsminister                                               |                      | Lennart Bodström*         | 8 oktober 1982       | 16 oktober 1985      | Socialdemokraterna   |                      |                      |                      |                      |
| Biståndsminister                                               |                      | Lena Hjelm-Wallén         | 17 oktober 1985      | 13 mars 1986         | Socialdemokraterna   |                      |                      |                      |                      |
| Utrikeshandelsminister                                         |                      | Mats Hellström            | 11 januari 1983      | 13 mars 1986         | Socialdemokraterna   |                      |                      |                      |                      |
| Försvarsdepartementet                                          |                      |                           |                      |                      |                      |                      |                      |                      |                      |
| Försvarsminister                                               |                      | Börje Andersson*          | 8 oktober 1982       | 1 december 1982      | Socialdemokraterna   |                      |                      |                      |                      |
| Försvarsminister                                               |                      | Curt Boström (t.f.)*      | 1 december 1982      | 27 januari 1983      | Socialdemokraterna   |                      |                      |                      |                      |
| Försvarsminister                                               |                      | Anders Thunborg*          | 27 januari 1983      | 17 oktober 1985      | Socialdemokraterna   |                      |                      |                      |                      |
| Försvarsminister                                               |                      | Roine Carlsson*           | 18 oktober 1985      | 13 mars 1986         | Socialdemokraterna   |                      |                      |                      |                      |
| Socialdepartementet                                            |                      |                           |                      |                      |                      |                      |                      |                      |                      |
| Socialminister                                                 |                      | Sten Andersson*           | 8 oktober 1982       | 16 oktober 1985      | Socialdemokraterna   |                      |                      |                      |                      |
| Socialminister                                                 |                      | Gertrud Sigurdsen*        | 17 oktober 1985      | 13 mars 1986         | Socialdemokraterna   |                      |                      |                      |                      |
| Hälsovårdsminister                                             |                      | Gertrud Sigurdsen         | 8 oktober 1982       | 16 oktober 1985      | Socialdemokraterna   |                      |                      |                      |                      |
| Familje- och handikappminister                                 |                      | Bengt Lindqvist           | 21 oktober 1985      | 13 mars 1986         | Socialdemokraterna   |                      |                      |                      |                      |
| Ekonomidepartementet & Budgetdepartementet/Finansdepartementet |                      |                           |                      |                      |                      |                      |                      |                      |                      |
| Ekonomi- och budgetminister                                    |                      | Kjell-Olof Feldt*         | 8 oktober 1982       | 31 december 1982     | Socialdemokraterna   |                      |                      |                      |                      |
| Finansminister                                                 |                      | Kjell-Olof Feldt*         | 1 januari 1983       | 13 mars 1986         | Socialdemokraterna   |                      |                      |                      |                      |
| Löne- och konsumentminister                                    |                      | Bengt K.Å. Johansson      | 16 oktober 1985      | 13 mars 1986         | Socialdemokraterna   |                      |                      |                      |                      |
| Utbildningsdepartementet                                       |                      |                           |                      |                      |                      |                      |                      |                      |                      |
| Utbildningsminister                                            |                      | Lena Hjelm-Wallén*        | 8 oktober 1982       | 16 oktober 1985      | Socialdemokraterna   |                      |                      |                      |                      |
| Utbildningsminister                                            |                      | Lennart Bodström*         | 17 oktober 1985      | 13 mars 1986         | Socialdemokraterna   |                      |                      |                      |                      |
| Skol- och kulturminister                                       |                      | Bengt Göransson           | 8 oktober 1982       | 13 mars 1986         | Socialdemokraterna   |                      |                      |                      |                      |
| Jordbruksdepartementet                                         |                      |                           |                      |                      |                      |                      |                      |                      |                      |
| Jordbruksminister och minister för nordiskt samarbete          |                      | Svante Lundkvist*         | 8 oktober 1982       | 13 mars 1986         | Socialdemokraterna   |                      |                      |                      |                      |
| Industridepartementet                                          |                      |                           |                      |                      |                      |                      |                      |                      |                      |
| Industriminister                                               |                      | Thage G. Peterson*        | 8 oktober 1982       | 13 mars 1986         | Socialdemokraterna   |                      |                      |                      |                      |
| Biträdande industriminister                                    |                      | Roine Carlsson            | 8 oktober 1982       | 16 oktober 1985      | Socialdemokraterna   |                      |                      |                      |                      |
| Energiminister                                                 |                      | Birgitta Dahl             | 8 oktober 1982       | 13 mars 1986         | Socialdemokraterna   |                      |                      |                      |                      |
| Bostadsdepartementet                                           |                      |                           |                      |                      |                      |                      |                      |                      |                      |
| Bostadsminister                                                |                      | Hans Gustafsson*          | 8 oktober 1982       | 13 mars 1986         | Socialdemokraterna   |                      |                      |                      |                      |
| Arbetsmarknadsdepartementet                                    |                      |                           |                      |                      |                      |                      |                      |                      |                      |
| Arbetsmarknadsminister                                         |                      | Anna-Greta Leijon*        | 8 oktober 1982       | 13 mars 1986         | Socialdemokraterna   |                      |                      |                      |                      |
| Invandrar- och jämställdhetsminister                           |                      | Anita Gradin              | 8 oktober 1982       | 13 mars 1986         | Socialdemokraterna   |                      |                      |                      |                      |
| Kommunikationsdepartementet                                    |                      |                           |                      |                      |                      |                      |                      |                      |                      |
| Kommunikationsminister                                         |                      | Curt Boström*             | 8 oktober 1982       | 30 juni 1985         | Socialdemokraterna   |                      |                      |                      |                      |
| Kommunikationsminister                                         |                      | Roine Carlsson (t.f.)*    | 1 juli 1985          | 17 oktober 1985      | Socialdemokraterna   |                      |                      |                      |                      |
| Kommunikationsminister                                         |                      | Sven Hulterström*         | 18 oktober 1985      | 13 mars 1986         | Socialdemokraterna   |                      |                      |                      |                      |
| Kommundepartementet/Civildepartementet                         |                      |                           |                      |                      |                      |                      |                      |                      |                      |
| Kommun- och kyrkominister                                      |                      | Bo Holmberg*              | 8 oktober 1982       | 31 december 1982     | Socialdemokraterna   |                      |                      |                      |                      |
| Civil- och kyrkominister                                       |                      | Bo Holmberg*              | 1 januari 1983       | 13 mars 1986         | Socialdemokraterna   |                      |                      |                      |                      |
| Handelsdepartementet                                           |                      |                           |                      |                      |                      |                      |                      |                      |                      |
| Handelsminister                                                |                      | Lennart Bodström*         | 8 oktober 1982       | 31 december 1982     | Socialdemokraterna   |                      |                      |                      |                      |

1. ↑  Finansdepartementet återupprättades 1 januari 1983, då det ersatte de då avvecklade ekonomidepartementet och budgetdepartementet. Under 1982 hade därför Kjell-Olof Feldt titlarna ekonomiminister och budgetminister.
2. ↑  Vid årsskiftet 1982/1983 bytte kommundepartementet namn till civildepartementet, och som dess chefstitel ersattes kommunministern med civilministern.
3. ↑  Handelsdepartementet avvecklades vid årsskiftet 1982/1983. Dess ärenden delades upp mellan utrikesdepartementet och industridepartementet.

## Regeringsbildning
Olof Palmes andra regering var en minoritetsregering och bestod slutligen av 20 statsråd. Den var under sin första mandatperiod inte beroende av Vänsterpartiet kommunisternas uttryckliga stöd för att få igenom sin politik utan det räckte med att VPK inte röstade med de borgerliga partierna. Enligt regeringsförklaringen skulle regeringen, i syfte att föra landet ur den ekonomiska krisen, vinnlägga sig om att inhämta erfarenheter och åsikter från olika grupper i samhället. Regeringen avsåg att göra allt vad på den ankom för att i möjligaste mån sammanjämka olika uppfattningar och överbrygga motsättningar. "Den nya regeringen inbjuder till gemensamma ansträngningar för att bygga Sverige starkt igen".
I regeringsförklaringen lovade regeringen att förverkliga de fyra vallöftena: inget införande av karensdagar, värdesäkrade pensioner, mer resurser till offentlig barnomsorg samt höjd arbetslöshetsersättning.
I sin biografi Alla dessa dagar... skriver Kjell-Olof Feldt om regeringsbildningen, bland annat att Feldt inte ens blev tillfrågad av Palme om han ville bli statsråd, det tog Palme för givet. Feldt skriver också om det oväntade valet av Lennart Bodström som utrikesminister. Bodström var ordförande i TCO, saknade utrikespolitisk erfarenhet och var inte ens medlem i socialdemokratiska partiet. Ändå ansåg Palme att Bodström var rätt person att till omvärlden föra ut den socialdemokratiska uppfattningen att inte låta kampen mot inflationen få arbetslösheten att öka.
Bland de som tackade nej till statsrådsposter kan nämnas: Rune Molin (sekreterare för LO) tackade nej till posterna som kommunikations- och energiminister, Bert Lundin (tidigare ordförande för Metall) tackade nej till att bli biträdande industriminister, Sven Hulterström (kommunalråd i Göteborg) sade nej till att bli kommunikationsminister och Anders Ferm (FN-ambassadör), Sören Mannheimer (kommunpolitiker från Göteborg) och Anders Thunborg (FN-ambassadör) tackade nej till att bli utrikeshandelsminister. Först i januari 1983 kunde Mats Hellström utnämnas till utrikeshandelsminister.
I början av december 1982 avgick försvarsminister Börje Andersson av familjeskäl och ersattes den 17 januari 1983 av Anders Thunborg.

## Devalveringen
I augusti 1982 hade ekonomerna Erik Åsbrink och Michael Sohlman mött socialdemokraternas ekonomiske talesman Kjell-Olof Feldt och föreslagit att den svenska industrins konkurrenskraft skulle förbättras med hjälp av en kraftig devalvering. Förebilden var nedskrivningen av kronan mot brittiska pundet 1949 med 30 procent. De två förelade samma förslag för Olof Palme, Ingvar Carlsson och Sten Andersson.
Den 28 september möttes flera höga socialdemokrater på Bommersvik för att diskutera Sveriges ekonomi. De enades om ett tiopunktsprogram där devalvering var en av punkterna. På journalisternas frågor förnekade den tillträdande finansminister Feldt att någon devalvering var aktuell: "En devalvering ser jag som utesluten. Vi ska ju försvara kronans värde och det gör vi inte med en devalvering" sade han den 1 oktober.
Den 29 september inleddes ett stort valutautflöde när banker och placerare började förvänta sig en devalvering. Den 7 oktober stängde valutabörsen. Dagen efter, den 8 oktober, devalverades kronan med 16 procent. Från början hade devalveringen föreslagits bli 20 procent men efter motstånd från övriga nordiska finansministrar och västtyska Bundesbank blev devalveringen endast 16 procent.
För att få stöd från LO för devalveringen valde regeringen att frångå den överenskommelse om marginalskatterna som socialdemokraterna ingått med regeringen Fälldin. Regeringen kom också överens med PRO om att pensionerna skulle höjas i takt med konsumentprisindex men att man ej skulle ta hänsyn till prishöjningar på grund av devalveringen, beräknat till 4 %.

## Striden om utrikespolitiken
Den 2 oktober 1982 började svenska marinen jaga en främmande ubåt i Hårsfjärden. Någon ubåt hittades inte. Den 22 oktober tillsatte regeringen Ubåtsskyddskommissionen. I april 1983 lade kommissionen fram sin rapport. Grundat på indicier pekade kommissionen ut Sovjetunionen som ansvarigt. Indicierna bestod i första hand av analyser av bottenspåren och signalspaning. I rapporten hävdades också att den sovjetiska militären inte ensam kunde bära ansvaret utan det måste ha funnits politiskt stöd för att kränka Sverige på detta sätt.
Den 26 april offentliggjordes rapporten och regeringen överlämnade en protestnot till Sovjetunionen. Vid utrikesnämndens möte den 20 maj gick Palme till angrepp på ledamoten i kommissionen Carl Bildt (m) som rest till USA i april och där diskuterat den svenska säkerhetspolitiken med bland andra företrädare för CIA. Palme menade att det var olämpligt att resa innan Sovjet hade svarat på noten eftersom Bildts resa kunde användas av Sovjet för att ifrågasätta vems ärenden Sverige gick. Bildt förklarade att han tänkte fortsätta resa utomlands utan att fråga statsministern om lov. Den 26 maj gjorde regeringen ett uttalande där man fördömde Bildts resa till USA.
Bildt hade i december 1982 hårt kritiserat den socialdemokratiska utrikespolitiken i en debattartikel i Dagens Nyheter: "Regeringens fredspolitik är en kaskad av illa underbyggda och allt mer reservationslösa omfamningar av sovjetiska grundtankar.". Genom att Palme så tydligt utpekade en dittills ganska okänd riksdagsman för Moderaterna fick Bildt en plattform och den moderata riksdagsgruppen ställde sig bakom Bildt.

## Raineraffären
Journalisten Göran Skytte på Aftonbladet hade gått igenom samtliga i Stockholm med mer än en miljon kronor i årsinkomst för att se hur mycket dessa betalade i skatt. Den 1 november 1983 kunde tidningen avslöja att justitieminister Ove Rainer hade tjänat 2,4 miljoner kronor men endast betalat 10 % i skatt genom att skatteplanera. Den 9 november förklarade Rainer vid en presskonferens att han skulle avgå. Palme förklarade att han hade fullt förtroende för Rainer. Följande dag utsågs Rainer till justitieråd.
Den 18 november avslöjades att Rainer, som var styrelseledamot i PKbanken, fått lån av banken för sin skatteplanering utan att anmäla lånen till Bankinspektionen. Rainer avgick som justitieråd och Rainer och flera andra avgick ur bankens styrelse.

## Misstroendeförklaring
I den allmänpolitiska debatten den 6 februari 1985 framställde Moderaternas partiledare Ulf Adelsohn ett yrkande om misstroendeförklaring mot ett enskilt statsråd, utrikesministern Lennart Bodström. Thorbjörn Fälldin (c) och Bengt Westerberg (fp) samt ytterligare 33 borgerliga ledamöter instämde i yrkandet, varför det bordlades.
Bakgrunden till yrkandet var bland annat hanteringen av frågan om ubåtskränkningar av svenskt territorialvatten. De borgerliga partierna hade vid flera tillfällen ifrågasatt om utrikesministern verkligen ställde sig bakom Sveriges officiella politik, det vill säga att Sovjetunionen var ansvarigt. Det som utlöste misstroendekrisen var ett TT-telegram om ett samtal som utrikesministern hade haft vid en middag den 30 januari 1985 med några journalister där han mer eller mindre skulle ha ifrågasatt att det var sovjetiska ubåtar i Hårsfjärden 1982 och därmed gått emot Ubåtskommissionens rapport.
Vid riksdagens allmänpolitiska debatt den 6 februari ifrågasatte Ulf Adelsohn om inte regeringen använde dubbla budskap, det vill säga en hård linje offentligt mot Sovjetunionen men överslätande vid de egna kontakterna med sovjetiska företrädare. Palme replikerade att: "Nu har alla broar rivits vad gäller säkerhetspolitiken. Jag beklagar det djupt. Efter ett eventuellt regeringsskifte i höst väntar en helt ny säkerhetspolitik och en allvarlig fara för Sveriges fred.".
Yrkandet, som prövades fredagen den 8 februari, föregicks av en kortare debatt. Thorbjörn Fälldin anförde att utrikesministerns möjligheter att på ett trovärdigt sätt företräda svensk utrikespolitik hade undergrävts, varför det var nödvändigt att ställa och rösta för yrkandet om misstroendeförklaring: "De uttalanden som utrikesministern gjort är så anmärkningsvärda att de saknar motstycke i modern tid". Ulf Adelsohn och Bengt Westerberg instämde i anförandet. Lilly Hansson (s) och Lars Werner (vpk) gjorde båda gällande att den borgerliga oppositionen ifrågasatte den svenska säkerhetspolitiken. Ulf Adelsohn underströk att det enbart var fråga om utrikesministerns sätt att företräda regeringens utrikespolitik. Omröstningen skedde helt efter partilinjerna. Av de närvarande ledamöterna röstade 160 ja (m, c och fp) medan 182 ledamöter (s och vpk) röstade nej. Riksdagen hade således avslagit yrkandet om misstroendeförklaring mot utrikesminister Bodström.

## Regeringens ekonomiska politik
Budgetunderskottet för 1982/83, regeringens första budget, var 82,6 miljarder. Det var finansminister Kjell-Olof Feldts uttalade ambition att få statens budget att gå ihop. Underskottet för 1983/84 beräknades till 90,2 miljarder, för 1984/85 67 miljarder, för 1985/86 63,4 miljarder och för 1986/87 48,9 miljarder.
I november 1982 lade regeringen fram ett krispaket med höjda barnbidrag, slopad skattereduktion för aktieägare, skattereduktion för fackföreningsavgiften, videoskatt, hyrehusavgift, skatt på vattenkraft, höjd moms med 2 % med mera. För att få propositionen genom riksdagen var regeringen tvungen att göra upp med Vänsterpartiet kommunisterna som innebar höjda livsmedelssubventioner samt höjd tobaksskatt.
I oktober 1983 lades en ny ekonomisk proposition. Statliga bidrag, som tidigare höjts i takt med inflationen, kunde nu endast höjas med maximalt 4 % då regeringens inflationsmål för 1984 var just 4 %. Fordons-, sprit- och tobaksskatten höjdes, höjd reavinstskatt för aktier samt avskaffade livsmedelssubventioner från 1 december 1983. Förslaget om avskaffade änkepensioner fick dras tillbaka.
I mars 1984 stod det klart att löneavtalen för offentliganställda innebar lönehöningar på 8 %. Därefter slöt Metall och Verkstadsföreningen löneavtal som innebar lönehöjningar på ungefär 9 %. Regeringens mål med endast 4 % i prisstegringar för 1984 var därmed i fara (det var inte rimligt att anta att industrin skulle öka produktiviteten med mellanskillnaden, 5 %) och den 12 april presenterade regeringen ett nytt åtstramningspaket med prisstopp, lönestopp, stopp för höjd aktieutdelning, likviditetsindragningar från företag, kommuner och landsting, extra likviditetsindragning från skogsindustrin samt förnyade överläggningar mellan regeringen och arbetsmarknadens partier om lönebildningen.
Regeringens inflationsmål för 1985 var 3 % och då regeringen befarade att 1984 års löneökningar lagt grund för en alltför stor höjning av den privata konsumtionen så var det nödvändigt att höja skatterna. På hösten 1984 föreslog regeringen höjd bensinskatt med 50 öre, höjd elskatt med 2 öre/kWh samt höjd avsättning för företagen till investeringsfonder. Genom att höja bensinskatten från den 1 december påverkades inte inflationsmålet för 1985. När förslaget presenterades den 23 oktober utbröt en proteststorm mot den höjda bensinskatten men regeringen fick igenom sitt förslag med stöd från VPK genom att också lova en utredning om realränteskatt.
Vid regeringens överläggningar med arbetsmarknadens partier hade man kommit överens om att lönehöjningarna för 1985 skulle bli högst 5 %. För att förekomma att detta tak istället blev ett golv i lönerörelsen infördes i mars 1985 ett allmänt prisstopp. Regeringens försök att kontrollera löneökningarna försvårades av att parterna ofta hade förhandlingsklausuler som innebar att avtalen kunde förhandlas om ifall andra parter fick större löneförhöjningar.
I budgetpropositionen i januari 1986 beräknades prisstegringarna till 4 %. Med de löneavtal som träffats 1985 skulle löneökningarna bli i genomsnitt 5,5 % och därmed innebära ökad köpkraft för löntagarna. Regeringen föreslog ett 3-årsavtal på arbetsmarknaden. Vid överläggningar den 13 januari förklarade både LO och TCO att de inte var intresserade av något 3-årsavtal.
Den 27 februari 1986 höjdes omsättningsskatten på aktier från 1 % till 2 %.

## Riksdagsvalet 1985
Efter riksdagsvalet 1985 gjorde statsminister Olof Palme några förändringar. Den 4 oktober utsågs Ingvar Carlsson till miljöminister och Bengt KÅ Johansson till statsråd i finansdepartementet. Senare i oktober avgick försvarsminister Anders Thunborg, och Sten Andersson utnämndes till utrikesminister, Lena-Hjelm Wallén till biståndsminister, Lennart Bodström till utbildningsminister, Roine Carlsson till försvarsminister, Gertrud Sigurdsen till socialminister, Sven Hulterström till kommunikationsminister (företrädaren Curt Boström hade redan under sommaren 1985 avgått för att bli landshövding i Norrbotten) och Bengt Lindqvist till statsråd i socialdepartementet. 
Vid valet gick Socialdemokraterna bakåt och regeringen blev beroende av Vänsterpartiet kommunisternas uttryckliga stöd för att få igenom sina propositioner i riksdagen. När riksdagen öppnade i oktober 1985 vädjade Palme till den borgerliga oppositionen om samarbete. Folkpartiets Bengt Westerberg och Centerpartiets Thorbjörn Fälldin förklarade dock att de lärt sig av tidigare överenskommelser, till exempel om marginalskatten, att LO hade retroaktiv vetorätt på alla överenskommelser.